# Matt Malley
Matt Malley (Oakland, 4 juli 1963) is een Amerikaans bassist, songwriter en muziekproducer.
Malley is  medeoprichter van de Counting Crows en speelde bij deze band tot en met december 2004. Hij is te horen op alle platen die de rockbank tot dan uitbracht, zoals op hun grootste hit en debuutalbum August and Everything After en volgende albums als Recovering the Satellites en This Desert Life.
Hij is tegenwoordig vooral bekend als songwriter en als producer met een eigen label. Hij werd genomineerd voor een Oscar, Grammy en Golden Globe als songwriter.

## Discografie
- 2008: The Goddess Within (solo)